# Luca Valerio
Luca Valerio (Napoli, 1553 – Roma, 17 gennaio 1618) è stato un matematico italiano.
Per la sua abilità di matematico fu definito da Galileo «il nuovo Archimede».

## Biografia

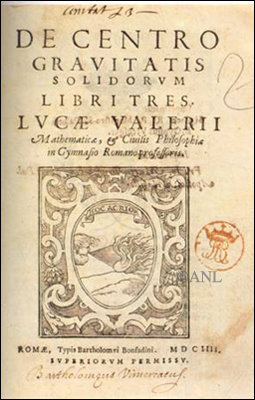
Prima edizione del De centro gravitatis

Luca Valerio, uno dei più interessanti esponenti della matematica italiana del tardo XVI secolo, nacque a Napoli nel 1553. Da quanto si può dedurre da vari documenti era figlio di un cuoco ferrarese, Giovanni Valeri, e di una Giovanna Rodomano di Corfù. Allevato a Corfù, entrò poi, diciassettenne, nella Compagnia di Gesù a Roma nel 1570.
Studiò al Collegio Romano, allievo di Cristoforo Clavio, dove si distinse per le sue capacità in logica, matematica e greco classico. Nel 1580, prima della professione dei voti, lasciò però la Compagnia per motivi non ben precisati, ma forse legati alle condizioni di salute della madre.  Poco dopo, nel 1582, pubblicava un breve trattato il Subtilium indagationum liber primus seu quadratura circuli et aliorum curvilineorum (Roma, Francesco Zanetti) in cui proponeva un metodo di quadratura basato sull'uso del filo a piombo. Nonostante una certa ingenuità di impostazione vi si possono già rintracciare i temi che caratterizzeranno la sua opera maggiore, i De centro gravitatis solidorum libri tres: la ricerca di metodi generali di quadratura, l'interesse per la meccanica e le sue relazioni con la geometria di misura.
Tuttavia Valerio, lasciata la Compagnia di Gesù, si trovava di fronte al problema di assicurarsi una posizione che gli permettesse di proseguire i suoi studi. Entrato al servizio della famiglia Colonna, il cardinale Marcantonio gli affidò il compito di seguire il giovane nipote Camillo nei suoi studi. Valerio fu così con il giovane Colonna all'università di Pisa nel 1584-86, dove ebbe modo di conoscere il giovane Galileo e di discutere con lui di filosofia. Dopo la morte di Camillo, avvenuta a Pavia nel 1586, Valerio rientrò a Roma, dove nel 1591 ottenne l'incarico di insegnamento di retorica e greco al Pontificio Collegio Greco di Roma, un'istituzione fondata nel 1576 in cui i fanciulli e i giovani della Grecia o di altre zone conquistate dai Turchi, potessero essere allevati e istruiti, e che nel 1591 era passato sotto la direzione dei Gesuiti.
Al tempo stesso, il suo patrono Marcantonio Colonna era divenuto nel 1591 Cardinale Bibliotecario della Vaticana. Valerio entrò in questa istituzione, dove rimase (sia pur con vicende alterne, non del tutto chiarite) fino alla morte, esercitando il compito di correttore (revisore)  dei codici greci.
La sua attività di insegnante presso famiglie nobili lo portò a entrare in contatto con il cardinale Ippolito Aldobrandini, cui tenne lezioni di filosofia morale. Eletto papa Clemente VIII nel 1592, sostenne gli studi di Valerio, cui nel 1601 fu assegnata la lettura di Matematica; a questa nel 1603, alla morte di Lelio Pellegrini, si sarebbe aggiunta quella di Filosofia Morale.
In questi anni Valerio riesce a concludere una prima versione della sua opera maggiore, il De centro gravitatis solidorum. Una prima versione dell'opera era pronta già nel 1603; ma le insistenze di Clemente e di suo nipote il cardinale Pietro Aldobrandini, spinsero Valerio a elaborarne una seconda versione che fu pubblicata a Roma per i tipi di Bartolomeo Bonfandini nel 1604. Il tema affrontato in quest'opera era la determinazione dei centri di gravità dei solidi trattati da Euclide e Archimede (emisfero, cono, piramide, cilindro, paraboloide ...). Nonostante che da alcuni passi del Sui corpi galleggianti di Archimede risulti che questi doveva essersi occupato almeno del centro di gravità dei segmenti sferici e del paraboloide di rotazione, nel corpus della matematica greca che era all'epoca disponibile, non c'era alcun accenno alle tecniche con cui tale determinazione potesse essere effettuata.
La ricerca sui centri di gravità dei solidi divenne rapidamente il primo progetto di ricerca originale della nuova matematica antica che si andò sviluppando nel corso del XVI secolo, via via che venivano resi disponibili i testi della matematica classica. Se ne occuparono, fra gli altri, Francesco Maurolico, Cristoforo Clavio, Simon Stevin, il giovane Galilei. Tuttavia, per vari motivi, le loro ricerche furono destinate o a rimanere inedite o a conoscere una circolazione assai limitata. Alla fine del secolo, l'unico testo disponibile in materia era ancora il Liber de centro gravitatis solidorum di Federico Commandino (Bologna, 1565) in cui lo studioso urbinate determinava il centro di gravità del prisma, della piramide, del cilindro e del cono. Tentava inoltre di dimostrare che il centro del paraboloide divide l'asse nel rapporto {\displaystyle 2:1}, ma le argomentazioni addotte erano farraginose e poco convincenti.
Nei tre libri del suo De centro, Valerio prendeva le mosse proprio dalle insufficiente del lavoro di Commandino e, ispirandosi a una serie di tecniche usate da Archimede, riusciva a determinare i centri di gravità di tutti i solidi che la matematica greca nota al momento aveva affrontato. In particolare riusciva a determinare (con ben tre dimostrazioni diverse) il centro di gravità dell'iperboloide di rotazione, vero scoglio su cui si erano arenate anche i tentativi del giovane Galileo. Ma la cosa più rilevante è la metodologia che Valerio introduce: invece di procedere con tecniche ad hoc per ogni singolo figura, com'era tipico della matematica archimedea, Valerio introduce classi di figure, definite in base alle proprietà che permettono la dimostrazione di teoremi generali.
In questo contesto si collocano le prime tre proposizioni del Libro II del De centro. Considerate a lungo una sorta di anticipazione del concetto di limite, devono essere più correttamente viste come l'«invenzione» del «metodo di esaustione», nel senso che per la prima volta veniva formalizzato ed esposto nei termini generali del linguaggio della teoria delle proporzioni il modo di procedere dei matematici come Euclide e Archimede nelle quadrature delle figure piane e solide.
Pochi anni dopo, nel 1606, Valerio avrebbe pubblicato a Roma, presso Lepido Facio, la Quadratura parabola per simplex falsum, una breve operetta dedicata al fratello di Camillo Colonna, Marzio, duca di Zagarolo. Si tratta di un testo in qualche modo propagandistico dei risultati e delle metodologie del De centro e in cui al tempo stesso si affronta una delle polemiche filosofico-matematiche allora in voga: se fosse lecito parlare di centri di gravità delle figure piane (dato che il peso è un attributo dei corpi reali, solidi, e non delle astrazioni matematiche) e se fosse accettabile il procedimento di Archimede nell'Equilibrio dei piani di considerare paralleli i fili cui si appendono i corpi nella bilancia (dato che dovrebbero invece convergere al centro del mondo).
Questi suoi lavori gli diedero rapidamente una grande fama in Italia e Oltralpe; tanto che Galileo (all'epoca ancora professore a Padova) ne ricercò l'amicizia e la collaborazione scientifica scrivendogli nel 1609 e negli anni seguenti.  Le scoperte astronomiche proiettarono Galileo nel mondo romano e lo scienziato pisano si
appoggiò anche a Valerio per diffonderle e sostenerle. Fu così che Valerio nel giugno del 1612 venne ascritto alla accademia dei Lincei del principe Federico Cesi che appoggiava apertamente le novità galileiane. Valerio revisore per conto dell'Accademia dell'Istoria e dimostrazioni intorno alle macchie solari (1613) di Galileo, suggerendo anche alcune correzioni. L'amicizia di Valerio con lo scienziato pisano s'intrecciò con la relazione che il matematico intratteneva ormai da anni con la poetessa Margherita Sarrocchi, una delle figure più in vista della Roma dell'epoca. Lo stesso Galileo fu ospite in casa della nostri saeculi Musa e Margherita si fece attiva propagandista delle scoperte galileiane negli anni 1610-12.
Nonostante questi ottimi rapporti, nei mesi successivi sembra che fra Galileo e Margherita Sarrocchi si instaurasse una certa freddezza che coinvolse anche Valerio. E quando scoppiò nel 1616 la crisi copernicana che avrebbe portato alla messa all'Indice del (De revolutionibus orbium coelestium), Valerio chiese di essere dimesso dall'Accademia dei Lincei, con la motivazione che non condivideva le posizioni filo-copernicane di Galileo e di Cesi. Le dimissioni furono fatte respingere dal principe in una solenne seduta dell'Accademia, in cui Valerio veniva tuttavia privato del diritto di partecipare alle sedute.
Sembra che la motivazione per questo strano comportamento di Valerio fosse dovuto o alla preoccupazione di perdere credito negli ambienti della Curia (non si dimentichi che era sempre stipendiato dalla Biblioteca Vaticana come correttore di lingua greca e, in quanto lettore alla Sapienza, dipendeva dal cardinale Scipione Borghese, nipote del papa Paolo V e capo della Curia), o a pressioni della sua amica Margherita.
Proprio a queste supposte pressioni sembra alludere Cesi in una lettera del novembre 1617, in cui commentando la recente morte di Sarrocchi, afferma di sperare che ora Valerio, libero dalla sua nefasta influenza, vorrà rientrare nell'Accademia. Ma Valerio morì il 17 gennaio del 1618, lasciando una vasta produzione manoscritta che allo stato attuale delle ricerche è da considerarsi perduta.

## Scritti
- Subtilium indagationum liber primus seu quadratura circuli et aliorum curvilineorum, Roma, Francesco Zannetti, 1582.
- Philogeometricus Tetragonismus, «Bollettino di storia delle scienze matematiche», II (1982), 1, pp. 87–120.
- De centro gravitatis solidorum libri tres, Roma, 1604
  -  L'edizione del 1661, su books.google.com.
- Quadratura parabolae per simplex falsum, Roma, 1606